# Cerkvenjak
Cerkvenjak est une petite commune située au nord-est de la Slovénie dans la région de la Basse-Styrie.

## Géographie
Cerkvenjak est localisée dans la région vallonnée du Slovenske Gorice à mi-chemin entre les villes de Maribor et de Murska Sobota. Elle est localisée sur le bassin de la rivière Drave entre les rivières Pesnica et Ščavnica.

### Villages
Les villages qui composent la commune sont Andrenci, Brengova, Cenkova, Cerkvenjak, Cogetinci, Čagona, Grabonoški Vrh, Ivanjski Vrh, Kadrenci, Komarnica, Peščeni Vrh, Smolinci, Stanetinci, Vanetina et Župetinci.

## Démographie
La population de la commune est relativement faible avec environ 2 000 habitants,.
Évolution démographique
| 1999  | 2000  | 2001  | 2002  | 2003  | 2004  | 2005  | 2006  | 2007  |
| ----- | ----- | ----- | ----- | ----- | ----- | ----- | ----- | ----- |
| 2 136 | 2 142 | 2 139 | 2 139 | 2 143 | 2 119 | 2 113 | 2 102 | 2 132 |
| 2008  | 2009  | 2010  | 2011  | 2012  | 2013  | 2014  | 2015  | 2016  |
| 2 083 | 2 049 | 2 051 | 2 035 | 2 012 | 2 009 | 2 015 | 2 058 | 2 044 |
| 2017  | 2018  | 2019  | 2020  | 2021  |       |       |       |       |
| 2 074 | 2 037 | 2 058 | 2 083 | 2 171 |       |       |       |       |

## Économie
L'économie de la commune est axée sur l'agriculture et en particulier sur la culture vinicole et des arbres fruitiers.